# Комбинационное рассеяние света

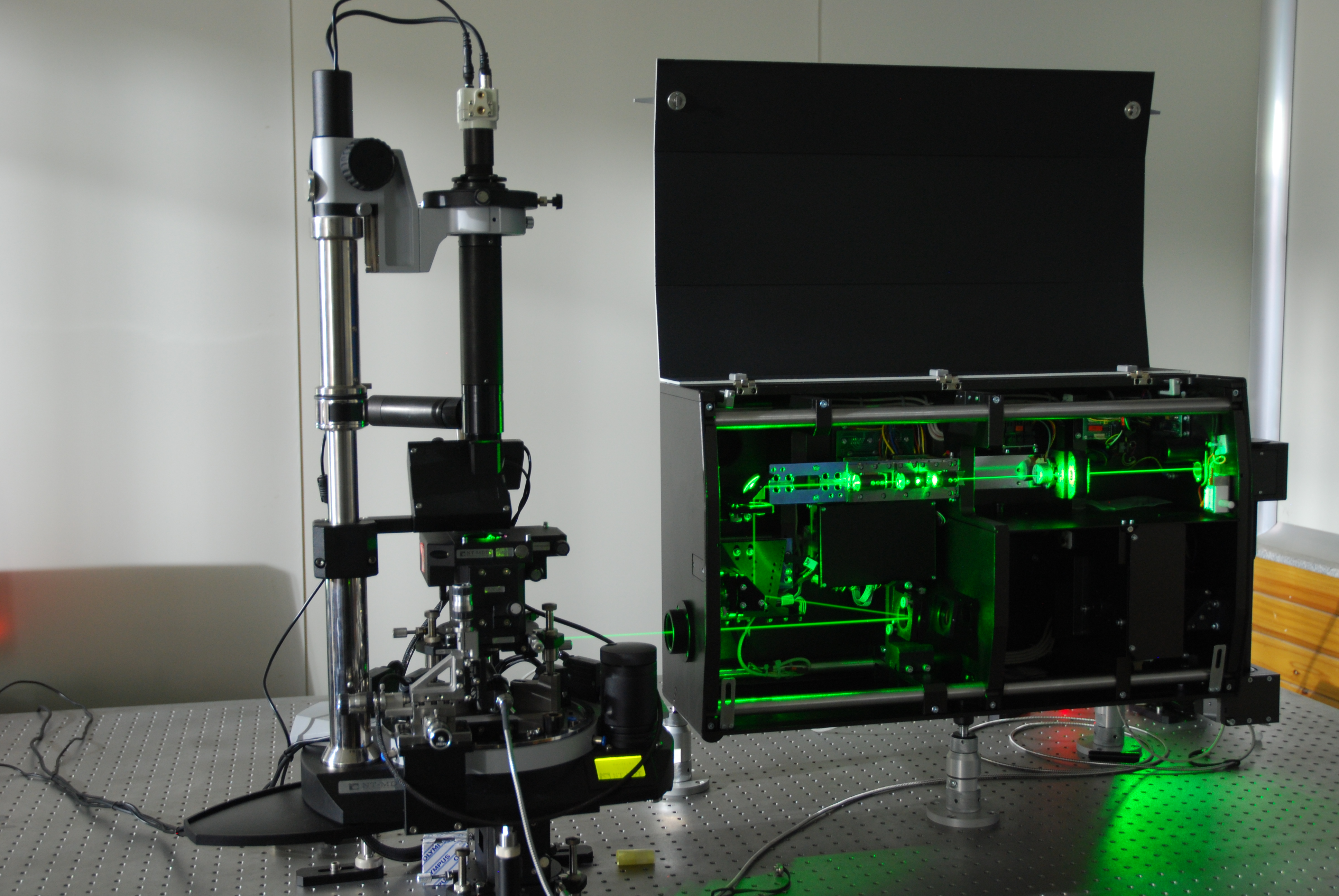
Атомно-силовой микроскоп со спектрометром, позволяющие изучать комбинационное рассеяние

Комбинационное рассеяние света (эффект Рамана) — неупругое рассеяние оптического излучения на молекулах вещества (твёрдого, жидкого или газообразного), сопровождающееся заметным изменением частоты излучения. В отличие от рэлеевского рассеяния, в случае комбинационного рассеяния в спектре рассеянного излучения появляются спектральные линии, которых нет в спектре первичного (возбуждающего) света. Число и расположение появившихся линий определяется молекулярным строением вещества.
Спектроскопия комбинационного рассеяния света (или рамановская спектроскопия) — эффективный метод химического анализа, изучения состава и строения веществ.

## Сущность явления

### С точки зрения классической теории
Данная точка зрения даёт несколько упрощённую картину явления. В классической модели электрическое поле света индуцирует переменный дипольный момент молекулы, который колеблется с частотой падающего света, а изменения дипольного момента в свою очередь приводят к испусканию молекулой излучения во всех направлениях. В классической модели принимается, что вещество содержит заряды, которые могут быть разделены, но удерживаются вместе некоторыми силами, действующими наряду с кулоновским притяжением. Образование волны на границе с веществом вызывает осциллирующее разделение этих зарядов, то есть появляется осциллирующий электрический диполь, который излучает на частоте осцилляции. Это излучение и является рассеянием. Выражение для интенсивности излучения имеет вид
{\displaystyle I={\frac {16\pi ^{4}\nu ^{4}}{3c^{2}}}\left|{\vec {P}}\right|^{2}},
где {\displaystyle {\vec {P}}} — индуцированный дипольный момент, определяемый как {\displaystyle {\vec {P}}=\alpha {\vec {E}}}. Коэффициент пропорциональности {\displaystyle \alpha } в этом уравнении называется поляризуемостью молекулы.
Рассмотрим световую волну как электромагнитное поле напряжённости {\displaystyle E} с частотой колебаний {\displaystyle \nu _{0}}:
{\displaystyle {\vec {E}}={\vec {E}}_{0}\cos \left(2\pi \nu _{0}t\right)},
где {\displaystyle E_{0}} — амплитуда, a {\displaystyle t} — время. Для двухатомной молекулы, помещенной в это поле, индуцированный дипольный момент {\displaystyle {\vec {P}}} записывается как
{\displaystyle {\vec {P}}=\alpha {\vec {E}}_{0}\cos \left(2\pi \nu _{0}t\right)\quad (1)}
В общем случае поляризуемость {\displaystyle \alpha } зависит от частоты поля, поэтому для статического поля и электромагнитного излучения она будет различной. Если диполь излучает по классическим законам и исходное излучение поляризовано, то и рассеяние тоже может быть поляризовано, поскольку частицы изотропны и направления {\displaystyle {\vec {P}}} и {\displaystyle {\vec {E}}} совпадают. Это и есть рэлеевское рассеяние, его интенсивность пропорциональна среднеквадратичному значению {\displaystyle {\vec {P}}}. Если молекула колеблется с частотой {\displaystyle \nu _{1}}, то смещение ядер {\displaystyle q} (некая обобщённая координата) можно записать как
{\displaystyle q=q_{0}\cos \left(2\pi \nu _{1}t\right)\quad (2)},
где {\displaystyle q_{0}} — колебательная амплитуда. При малых колебаниях {\displaystyle \alpha } линейно зависит от {\displaystyle q}, поэтому, разложив {\displaystyle \alpha } в ряд Тейлора по координатам смещения ядер {\displaystyle q} вблизи положения равновесия, обычно ограничиваются первым членом:
{\displaystyle \alpha =\alpha _{0}+\left({\frac {\partial \alpha }{\partial q}}\right)_{0}\cdot q\quad (3)}.
В этом выражении {\displaystyle \alpha _{0}} — поляризуемость молекулы в равновесной конфигурации, a {\displaystyle \left({\frac {\partial \alpha }{\partial q}}\right)_{0}} — производная поляризуемости {\displaystyle \alpha } по смещению {\displaystyle q} в точке равновесия. Подставив выражения (2) и (3) в уравнение (1), получим следующее выражение для индуцированного дипольного момента:
{\displaystyle {\begin{aligned}{\vec {P}}&=\alpha {\vec {E_{0}}}\cos \left(2\pi \nu _{0}t\right)=\\&=\alpha _{0}{\vec {E_{0}}}\cos \left(2\pi \nu _{0}t\right)+\left({\frac {\partial \alpha }{\partial q}}\right)_{0}q_{0}{\vec {E_{0}}}\cos \left(2\pi \nu _{0}t\right)\cos \left(2\pi \nu _{1}t\right)=\\&=\alpha _{0}{\vec {E_{0}}}\cos \left(2\pi \nu _{0}t\right)+{\frac {1}{2}}\left({\frac {\partial \alpha }{\partial q}}\right)_{0}q_{0}{\vec {E_{0}}}{\Big \{}\cos {\big [}2\pi \left(\nu _{0}+\nu _{1}\right)t{\big ]}+\cos {\big [}2\pi \left(\nu _{0}-\nu _{1}\right)t{\big ]}{\Big \}}\\\end{aligned}}}.
Первый член описывает осциллирующий диполь, частота излучения которого — {\displaystyle \nu _{0}} (рэлеевское рассеяние), второй член относится к комбинационному рассеянию с частотами {\displaystyle \nu _{0}+\nu _{1}} (антистоксово) и {\displaystyle \nu _{0}-\nu _{1}} (стоксово). Таким образом, когда молекула облучается монохроматическим светом с частотой {\displaystyle \nu _{0}}, в результате индуцируемой электронной поляризации она рассеивает излучение как с частотой {\displaystyle \nu _{0}}, так и с частотами {\displaystyle \nu _{0}\pm \nu _{1}} (комбинационное рассеяние), где {\displaystyle \nu _{1}} — частота колебания.

### С точки зрения квантовой теории

Иллюстрация

Происхождение данного эффекта удобнее всего объяснить в рамках квантовой теории излучения. Согласно ей, излучение частоты ν рассматривается как поток фотонов с энергией hν, где h — постоянная Планка. При столкновениях с молекулами фотоны рассеиваются. В случае упругого рассеивания они будут отклоняться от направления своего движения, не изменяя своей энергии (рэлеевское рассеяние). Но может быть и так, что при столкновении произойдёт обмен энергией между фотоном и молекулой. Молекула при этом может как приобрести, так и потерять часть своей энергии в соответствии с правилами квантования: её энергия может измениться на величину ΔE, соответствующую разности энергий двух разрешенных её состояний. Иначе говоря, величина ΔE должна быть равна изменению колебательной и (или) вращательной энергий молекулы. Если молекула приобретает энергию ΔE, то после рассеяния фотон будет иметь энергию hν − ΔЕ и соответственно частоту излучения ν − ΔE/h. А если молекула потеряет энергию ΔE, частота рассеяния излучения будет равна ν + ΔE/h. Излучение, рассеянное с частотой меньшей, чем у падающего света, называется стоксовым излучением, а излучение с большей частотой называется антистоксовым. При не очень высоких температурах населённость первого колебательного уровня невелика (например, при комнатной температуре при колебательной частоте 1000 см−1 на первом колебательном уровне находится всего 0,7% молекул), поэтому интенсивность антистоксова рассеяния мала. С повышением температуры населенность возбужденного колебательного уровня возрастает, и интенсивность антистоксова рассеяния растёт.

### Эмпирические законы комбинационного рассеяния света
- Спектральные линии-спутники сопровождают каждую линию первичного света.
- Сдвиг спутников по частоте относительно первичной линии характеризует рассеивающее вещество и равно собственным частотам молекулярных колебаний.
- Спутники представляют собой две группы линий, расположенных симметрично относительно возбуждающей линии. Спутники, смещённые в красную (длинноволновую) сторону относительно первоначальной линии называются «красными» (или стоксовыми, по аналогии с люминесценцией), а смещённые в фиолетовую (коротковолновую) — «фиолетовыми» (антистоксовыми). Интенсивность красных спутников значительно выше.
- С увеличением температуры интенсивность антистоксовых спутников быстро увеличивается.

## История открытия
Несколько известных физиков теоретически предсказывали возможность комбинационного рассеяния ещё до его экспериментального обнаружения. Первым комбинационное рассеяние света предсказал Адольф Смекал (в 1923 г.), затем последовали теоретические работы Крамерса, Гейзенберга, Дирака, Шрёдингера и других.

### Открытие комбинационного рассеяния вМГУ(Москва)
В 1918 г. Л. И. Мандельштам предсказал расщепление линии рэлеевского рассеяния вследствие рассеяния света на тепловых акустических волнах. Начиная с 1926 г., Мандельштам и Ландсберг развернули в Московском государственном университете (МГУ) экспериментальное изучение молекулярного рассеяния света в кристаллах, преследуя цель обнаружить тонкую структуру в спектре рассеяния, вызванную модуляцией рассеянного света упругими тепловыми волнами, частоты которых лежат в акустическом диапазоне (продолжение исследований феномена, ныне именуемого рассеянием Мандельштама-Бриллюэна). В результате этих исследований 21 февраля 1928 г. Ландсберг и Мандельштам обнаружили эффект комбинационного рассеяния света (они зарегистрировали новые линии спектра, возникшие в результате модуляции рассеянного света колебаниями атомов кристаллической решетки в оптическом диапазоне частот). О своём открытии они сообщили на коллоквиуме от 27 апреля 1928 г. и опубликовали соответствующие научные результаты в советском и двух немецких журналах.

### Исследования в Калькутте
В 1921 г. в университете Калькутты индийскими физиками Раманом и Сешагири Рао были обнаружены особенности в поляризации рассеянного дистиллированной водой света при наличии светофильтров в канале детектирования. В 1923 году Раманом было показано, что особенности поляризации связаны с присутствием в среде некого дополнительного свечения с длиной волны, заметно отличающейся от длины волны падающего излучения. В качестве возможной гипотезы объяснения могла быть выдвинута флюоресценция, однако химическое очищение раствора не приводило к исчезновению эффекта. Последнее навело Рамана на мысль, что наблюдаемое явление есть некоторое принципиально новое явление, и с 1923 года Раман начинает программу исследования «нового света» в жидкостях и парах. В период с 1923 по 1928 его группа показывает наличие рассеяния с изменением по частоте в более чем 100 прозрачных жидкостях, газах и твёрдых телах. Основным методом исследования, однако, являлось использование дополнительных светофильтров и поляризаторов, что не позволяло дать адекватную интерпретацию наблюдаемому явлению. Но в 1928 г. Раман выдвинул предположение, что наблюдаемый эффект есть якобы некий аналог эффекта Комптона в оптике, предполагая, что фотон может быть «поглощён частично», причём эти "части" не могут быть произвольными и должны соответствовать спектрам инфракрасного поглощения света. Индийские учёные Ч. В. Раман и К. С. Кришнан (Krishnan) предприняли экспериментальную проверку этой гипотезы и обнаружили линейчатый спектр у исследуемого ими на протяжении многих лет излучения. Накопленный за многие годы экспериментальный материал позволил им опубликовать статью, в которой они заявили об обнаружении нового вида свечения, присущего широкому классу веществ.
По словам Рамана: «Линии спектра нового излучения были в первый раз обнаружены 28 февраля 1928 года», то есть на неделю позже, чем Ландсберг и Мандельштам в МГУ. С другой стороны, индийские физики опубликовали 16 работ по поведению света в жидкостях и парах на момент выхода публикации Ландсберга и Мандельштама по комбинационному рассеянию света в кристаллах. Несмотря на то, что советские физики проводили свои исследования по рассеянию света с 1918 года и абсолютно независимо от Рамана, Нобелевская премия по физике 1930 года была присуждена лишь Раману «за его работы по рассеянию света и за открытие эффекта, названного по его имени». (Исходя из статистики, на ранних этапах своей работы Нобелевский комитет крайне редко давал премию более, чем одному человеку.) С тех пор комбинационное рассеяние света в иностранной литературе носит название «эффект Рамана».
В 1957 году Раману была также присуждена Международная Ленинская премия «За укрепление мира между народами».

### Исследования в Париже
Французские физики Рокар, Кабанн и Дор ещё в 1925 году в своих исследованиях искали комбинационное рассеяние света в газах, но не нашли его. Им тогда не удалось зарегистрировать свет малой интенсивности.

### О названии
В целом физики не сразу поняли, что открытое Ландсбергом и Мандельштамом комбинационное рассеяние света в кристаллах есть то же самое явление, что и открытый Раманом эффект в жидкостях и пара́х. Более того, Раман опубликовал свои результаты до публикации работ Ландсберга и Мандельштама. Поэтому в англоязычной литературе рассматриваемый феномен носит название «эффект Рамана» (англ. Raman effect), или «рамановское рассеяние» (Raman scattering).
В русскоязычной научной литературе, вслед за классиками молекулярного рассеяния света Ландсбергом, Мандельштамом, Фабелинским и многими другими советскими учёными, данное явление традиционно называется «комбинационным рассеянием света». И несмотря на то, что термин «комбинационное рассеяние» употребляется только русскоязычными учёными и в русскоязычных учебниках, такое положение вряд ли изменится, поскольку сопротивление несправедливому решению нобелевского комитета от 1930 года до сих пор весьма велико.

## Вынужденное комбинационное рассеяние (ВКР)
С увеличением интенсивности волны накачки всё больше становится и интенсивность рассеянного стоксова излучения. В таких условиях необходимо рассматривать взаимодействие молекул среды одновременно с двумя электромагнитными волнами: лазерной волной накачки на частоте {\displaystyle \omega _{0}} и стоксовой волной на частоте {\displaystyle \omega _{c}=\omega _{0}-\Omega }. Причиной обратного воздействия световых волн на молекулярные колебания является зависимость {\displaystyle \alpha (q)} поляризации от обобщённой координаты. Энергия взаимодействия молекулы со световой волной выражается в виде 
 и, следовательно, при {\displaystyle \partial {\alpha }/\partial {q}\neq 0} в световом поле возникает сила 
 действующая на молекулярные колебания. Эта сила может привести к их резонансной «раскачке», если электромагнитное поле содержит компоненты с частотами {\displaystyle \omega _{1}} и {\displaystyle \omega _{2}}, разность которых близка к собственной частоте молекулярных колебаний {\displaystyle \Omega }: {\displaystyle \omega _{1}-\omega _{2}\thickapprox \Omega }. В этих условиях происходит фазирование молекулярных колебаний: на хаотическое внутримолекулярное движение, имеющее флуктуационный характер, накладываются регулярные вынужденные колебания, фазы которых в различных молекулах определяются фазами компонент светового поля. Это приводит к возникновению неустойчивости интенсивной монохроматической волны в комбинационно-активной среде. В случае, если её интенсивность превышает пороговое значение {\displaystyle I_{0}\geqslant I_{thr}}, стоксова волна с частотой {\displaystyle \omega _{c}=\omega _{0}-\Omega } экспоненциально усиливается по мере распространения в среде. При {\displaystyle I_{c}\ll I_{0}} (в приближении заданного поля накачки) 
 а коэффициент усиления 
 непосредственно выражается через параметры линии спонтанного рассеяния: {\displaystyle d\sigma /do} — сечение рассеяния, {\displaystyle 2\Gamma } — ширина линии, {\displaystyle N} — плотность молекул, {\displaystyle g'(\omega _{0}-\omega _{c})} — форм-фактор линии. При {\displaystyle gI_{0}z\gg 1} исходная волна частоты {\displaystyle \omega _{0}} истощается, происходит эффективный энергообмен между волнами. При достаточно сильном возбуждении изменяется и разность населённостей между возбуждаемыми колебательными уровнями. Выравнивание населённостей приводит к подавлению ВКР, теоретическое описание в таком случае требует квантового подхода.
Вынужденное комбинационное рассеяние света впервые наблюдали Вудбери и Нг в 1962 году при построении рубинового лазера с модулированной добротностью. В качестве модулятора добротности ими использовалась ячейка Керра, заполненная жидким нитробензолом. В результате, в генерируемом лазерном импульсе вместе с основным излучением рубинового лазера на длине волны 694,3 нм было обнаружено излучение на длине волны 767 нм, мощность которого достигала {\displaystyle 1/5} от мощности основного излучения. Как оказалось, разница наблюдаемых длин волн соответствовала самой сильной линии комбинационного рассеяния в нитробензоле (1345 см−1), и вскоре явление было интерпретировано.
В отличие от спонтанного комбинационного рассеяния света, результатом которого является некогерентное излучение с интенсивностью на несколько порядков величины меньше интенсивности накачки, при вынужденном комбинационном рассеянии стоксова волна является когерентной и её интенсивность сравнима по величине с интенсивностью возбуждающего света.

## Научные журналы по рамановскому рассеянию
Комбинационное рассеяние света положило начало целому направлению в спектроскопии молекул и кристаллов — спектроскопии комбинационного рассеяния. Этот метод на сегодняшний день является одним из самых мощных методов исследования молекулярных структур, поэтому неудивительно, что существует ряд научных журналов, целиком посвящённых именно проблеме комбинационного (рамановского) рассеяния.
- Journal of Raman Spectroscopy (Журнал рамановской спектроскопии) (недоступная ссылка).
- Surface Enhanced Raman Scattering Physics and Applications (Физика и применения поверхностно-усиленной рамановской спектроскопии).

Помимо этих журналов, множество статей, касающихся спектроскопии комбинационного рассеяния публикуются и в других общих и специализированных журналах.